# Hoya engleriana
Hoya engleriana ist eine Pflanzenart der Gattung der Wachsblumen (Hoya) aus der Unterfamilie der Seidenpflanzengewächse (Asclepiadoideae).

## Merkmale
Hoya engleriana ist ein epiphytisch wachsende Pflanze mit fadenförmigen, nur etwa 2 mm im Durchmesser messenden Trieben. Junge Pflanzen wachsen eher aufrecht, mit zunehmendem Alter hängen die Zweige nach unten. Die flaumhaarigen Triebe sind stark verzweigt und dicht beblättert. Die Blätter sind kurz oder sehr kurz gestielt. Die Stiele haben Gelenkpolster. Die leicht fleischigen Blattspreiten sind schmal eiförmig-lanzettlich, sie messen 1,5 cm in der Länge und 0,4 cm in der Breite. Sie sind konvex gewölbt mit eingerollten Rändern, und dadurch auf der Unterseite stark eingetieft. Sie sind auf der Oberseite dunkelgrün und mit einer wachsartigen Schicht überzogen. Die Nervatur ist auf der Oberseite kaum zu erkennen. Ober- und Unterseite sind mit weißen, flaumigen Haaren besetzt.
Die wenigblütigen (meist 4 bis 5 Blüten), doldenförmigen Blütenstände sind endständig und kaum oder kurz gestielt. Die Blütenstiele sind ca. 5 mm lang und behaart. Die weiße Blütenkrone ist sternförmig ausgebreitet mit einem Durchmesser von 1,5 cm. Sie ist fleischig, außen kahl, innen  dicht mit kurzen, schwachen Flaumhaaren besetzt. Die Kronblattzipfel sind breit eiformig-dreieckig und zu einer langen Spitze ausgezogen. Die Ränder der Zipfel sind etwas zurück gebogen, ebenfalls die Spitzen. Die Nebenkrone ist  rosa bis violett gefärbt. Die Zipfel der Nebenkrone sind stumpf und werden apikal dunkler. Der innere Fortsatz ist lang zugespitzt, nach oben gebogen und wird zum Apex hin dunkler.
Die Blüten sind wohlriechend (Hoffmann et al.) bzw. haben einen frischen Duft (Wennström & Stenman).

## Ähnliche Art
Hoya engleriana ähnelt im Habitus und auch den Blättern und Blüten stark Hoya linearis Wall. ex D.Don. Hoya linearis unterscheidet sich aber durch die längeren Blätter, die sich viel dichter an die Triebe anlegen und den Blattquerschnitt. Auch die Blüten sind deutlich unterschiedlich.

## Geographische Verbreitung und Lebensraum
Nordthailand, Kambodscha, Laos und Vietnam. Der Lebensraum ist ein immergrüner Regenwald in größeren Höhen (Thailand: 1580 m).

## Taxonomie
Das Taxon wurde von  Carl Curt Hosseus 1907 aufgestellt. Der Typus wurde von ihm auf Bäumen in der Nähe des Gipfels (um 1580 Meter über Meereshöhe) des Doi Suthep lebend gesammelt und nach Berlin gebracht. Der Verbleib der Typen ist nicht bekannt.